# Tavaszi szünet (South Park)
A Tavaszi szünet (eredeti címén: Spring Break) a South Park című amerikai animációs sorozat 325. része (a 26. évad 6. epizódja). Elsőként 2023. március 29-én sugározták az Egyesült Államokban a Comedy Central műsorán. Magyarországon szinkronosan 2023. június 19-én szintén a Comedy Central mutatta be.
Az epizód egyik főszereplője Mr. Garrison, aki újra kísértésbe esik, hogy úgy viselkedjen, mint ahogy elnökként tette. A másik pedig Randy, aki a tavaszi szünet hetét arra akarja felhasználni, hogy hatalmas bulit csapva megmutassa Stannek, hogy mi a férfias. Az epizódban szerepel egy Alonzo Fineski nevű emberkereskedő, akit Andrew Tate-ről mintáztak.

## Cselekmény
Mr. Garrison a tavaszi szünetet a dél-karolinai Myrtle Beach-en akarja tölteni a partnerével, Rickkel, Rick azonban amiatt aggódik, hogy Garrisont esetleg elcsábítják a régmúlt dolgai. Garrison megesküszik, hogy ilyesmiről szó sincs, és csak egy romantikus hetet akar vele tölteni.
Eközben Sharon és Shelly is elutaznak Santa Fébe, otthon hagyva Randyt és Stant. Randy a fiával akar összehozni egy bulis hetet, amit Stan úgy értelmez, hogy áthívhatja a barátait – ő pedig rögtön szól Tolkiennek, akivel Warhammer 40000-ezni kezdenek a konyhaasztalon. Randy értetlenkedik, mert nem erre számított, és közli, hogy a tavaszi szünet a vizespólós versenyek és a női iszapbirkózások időszaka. Azt is megmondja Stannek, hogy szerinte a liberális társadalom a férfias viselkedést toxikusnak bélyegezte. Ezután egy hatalmas bulit csap a Böcsület Farmon, a házhoz hívott sztriptíztáncosok futtatójának a segítségével, akiről nem tudja, hogy egy körözött embercsempész, Alonzo Fineski. Randy súlyos sérüléseket szerez, amikor lezuhan a csillárral, amin hintázik, ráadásul a rendőrség tűzpárbajba keveredik Fineskivel.
Ezalatt Myrtle Beach-en Garrisonék belebotlanak egy Nagy Amerika shopba, aminek hatására Garrisonnak nosztalgiája támad az után az időszak után, amikor még elnök volt. A boltosok felismerik és arra kérik, hogy tartsanak egy "gyűlést", de Garrison ellenáll. Aztán az éjszaka nem tud aludni, és a kísértés az üzletbe viszi, ahol szenvedélyes hangú gyűlést tart. Rick végül rájön, hogy mi folyik, és otthagyja Garrisont.
Egy 2024-es elnökválasztási kampányrendezvényen aztán Garrison nyilvánosan is bocsánatot kér Ricktől. Elismeri, hogy bizonyos embereknek, mint neki is, nem szabad egyedül maradnia, és Rick az az ember, aki meg tudja védeni, hogy ne pusztítsa el önmagát. Ezt Randy is látja a tévében, és azonnal rájön, hogy neki Sharon ez az ember. Mikor Garrison azt kiáltja a tömegnek, hogy "Szeretem Ricket", ezt a tömeg is átveszi, és ebből egy olyan erőszakos tüntetés lesz, mint amilyen a Capitolium ostroma volt 2021-ben. Sharon és Shelly hazatérnek, Randy bocsánatot kér tőle, amiért félbe kellett szakítania a pihenését, de Sharon erre azt mondja, hogy ebben az évben legalább tovább bírta, mint tavaly. Rick és Garrison kibékülnek, Garrison azt mondja, hogy nem akar elnök lenni, hanem itt akar lenni vele South Parkban, mire Rick azt mondja, hogy majd kiderül, mi lesz.

## Fordítás
- Ez a szócikk részben vagy egészben  a   Spring Break (South Park) című angol Wikipédia-szócikk ezen változatának fordításán alapul.  Az eredeti cikk szerkesztőit annak laptörténete sorolja fel. Ez a jelzés csupán a megfogalmazás eredetét és a szerzői jogokat jelzi, nem szolgál a cikkben szereplő információk forrásmegjelöléseként.